# Бернард III (граф Тулузи)
Бернард III Волохатоногий (*Bernard III Plantevelue, 22 березня 841  — 886) — граф Тулузи у 872—877 роках, граф Оверні (як Бернард II).

## Життєпис
Походив з роду Гільємідів. Син Бернарда I, граф Тулузи та маркіза Септиманії, й Дуоди Септиманської. Народився у 841 році у містечку Юзес (Лангедок). Вже у 844 році страчений батько. Виховувався матір'ю. У 857 році призначено абатом Бріуда. У 864 році стає графом Отенським. У 872 році стає графом Овернським. Того ж року повстав проти Бернарда II, графа Тулузи, захопивши його володіння, а також Септиманію.
Бернард III вів постійну війну проти Бернарда II та його брата Еда. У 877 році в союзі з родичем Бернардом Готським повстав проти короля Людовика II Заїки. Реймський архієпископ Гінкмар при підтримці папської курії на соборі в Труа замирив частину бунтівників. Втім Бернард II втратив Тулузу та Отен. Тулузьке графство отримав Ед з роду Рамундідів, а Отен — Бернард Готський.
Зумів повернути вплив завдяки підтримці короля Карла III Товстого у війні 880—882 років проти Бозона, короля Нижньої Бургундії. За це Бернард Овернський отримав графство Макон, а 884 року — графство Ліоне.
885 року отримав титул маркіза Аквітанії від короля Карла III Товстого. Є версія, що незабаром Бернард III стає також герцогом аквітанським, оскільки король постійно перебував у роз'їздах та вів війни з повсталими на сході державами та з норманами, що вдералися до Парижа включно. Помер у 886 році.

## Родина
Дружина — Ерменгарда, донька Бернарда I, графа Оверні
Діти:
- Аделінда (870—906), дружина Акфреда I, графа Каркассона
- Вільгельм  Благочестивий (875—918), герцог Аквітанії у 893—918 роках